# Grande-rue Nazareth
Pour les articles homonymes, voir Rue de Nazareth.
La grande-rue Nazareth (en occitan : carrièra granda de Nazaret) est une voie de Toulouse, chef-lieu de la région Occitanie, dans le Midi de la France. C'était autrefois une des rues les plus importantes de la ville, qui reliait la place du Salin à la place Saint-Étienne en traversant le quartier des parlementaires.

## Situation et accès

### Description
La grande-rue Nazareth est une voie publique. Elle se trouve au cœur du quartier Saint-Étienne, dans le secteur 1 - Centre.
La chaussée compte une seule voie de circulation automobile à sens unique, de la rue du Languedoc vers la rue Perchepinte. Elle est définie comme une zone de rencontre et la vitesse y est limitée à 20 km/h. Il n'existe pas de bande, ni de piste cyclable, quoiqu'elle soit à double-sens cyclable.

### Voies rencontrées
La grande-rue Nazareth rencontre les voies suivantes, dans l'ordre des numéros croissants (« g » indique que la rue se situe à gauche, « d » à droite) :
1. Rue du Languedoc
2. Rue Antoine-Darquier (d)
3. Rue des Coffres (d)
4. Rue Caminade (d)
5. Rue Philippe-Féral (g)
6. Rue Théodore-Ozenne
7. Rue Espinasse (d)
8. Rue de La Pleau (g)
9. Rue Mage (g)
10. Rue Perchepinte (d)

### Transports
La grande-rue Nazareth se trouve à proximité des stations Carmes et Palais-de-Justice de la ligne  du métro. À cette dernière station se trouve également le terminus de la ligne  du tramway. La première partie de la grande-rue Nazareth, entre la rue du Languedoc et la rue Théodore-Ozenne, est de plus parcourue et desservie par la ligne Ville des bus toulousains.
Plusieurs stations de vélo en libre service VélôToulouse se trouvent dans les rues voisines de la grande-rue Nazareth : les stations no 45 (10 rue Théodore Ozenne) et no 47 (12 rue du Languedoc).

## Odonymie
La grande-rue Nazareth tient son nom de la chapelle dédiée à Notre-Dame-de-Nazareth, construite au XIIIe siècle dans la petite-rue Nazareth (actuel no 6 rue Philippe-Féral) afin de servir de chapelle particulière pour les parlementaires toulousains,.
Au Moyen Âge, dès le milieu du XIIIe siècle au moins, la rue était connue comme la rue Bernard-d'Albigès, certainement du nom d'un éminent propriétaire. Au siècle suivant, cette appellation évolua et devint la Souque-d'Albigès : la souque (soca en occitan) fait référence à une souche d'arbre et, par dérivation, à une famille, et ce terme était utilisé pour désigner une propriété familiale. La rue porta également d'autres noms en lien avec les églises qui se trouvaient dans la rue : rue Saint-Barthélémy, nom qui se trouve dans la deuxième moitié du XIIIe siècle, et rue Nazareth à partir du milieu du XIVe siècle. En 1794, pendant la Révolution française, la rue fut renommée rue de la Carmagnole, en référence à la célèbre chanson révolutionnaire. Elle reprit ensuite le nom de grande-rue Nazareth, sur l'ensemble de son parcours actuel.

## Histoire

### Moyen Âge
Au Moyen Âge, la rue Nazareth – ou rue de la Souque-d'Albigès – appartient au capitoulat de Saint-Barthélémy, qui tient son nom de l'église Saint-Barthélémy, qui s'élève à l'ouest de la rue, face à la place du Salin (côté nord de la place actuelle). L'église, élevée au moins avant le XIIIe siècle, sert de paroisse aux habitants du quartier. La rue de la Souque-d'Albigès est l'une des principales voies de la ville, qui relie la porte Narbonnaise et la place du Salin au sud, à la place et la porte Saint-Étienne à l'est. C'est aussi une des rues les plus larges de la ville, puisqu'elle atteint parfois 13 mètres. La population du quartier a accès à plusieurs puits publics, un sur la petite place qui se forme devant l'église Saint-Barthélémy, l'autre sur la place Perchepinte ou du Puits-Doux, qui tient justement son nom du puits Doux ou puits de la Perchepinte, au carrefour des rues Mage et Perchepinte. On y trouve également un four public, qui appartient aux comtes de Toulouse, simplement connu comme le four de la Souque d'Albigès. Au nord de la rue Mage s'étend de plus le quartier des « affachoirs » ou des « affachadous », c'est-à-dire des bouchers (afachaires ou afachadors en occitan). 
Le quartier se transforme considérablement à partir du XIVe siècle, avec le développement de l'administration royale qui occupe le Château narbonnais et plusieurs bâtiments des rues voisines, autour de la place du Salin et de la place du Château (côtés nord et sud de l'actuelle place du Salin) – sénéchaussée et ses prisons, trésorerie, hôtel de la monnaie, salin, et parlement à partir de 1443. Progressivement, la population de la rue change au point que, déjà à la fin du XVe siècle, elle est composée presque exclusivement d'hommes de loi, de notaires et de parlementaires – avocats, conseillers ou procureurs. Ils s'approprient la chapelle Notre-Dame-de-Nazareth, construite dans une rue voisine (actuel no 6 rue Philippe-Féral), qu'ils font bénéficier de leurs dons et de leurs largesses. La reconstruction de la chapelle, entre 1452 et 1520, est soutenue par plusieurs parlementaires et magistrats de la rue.

### Période moderne
Dès le XVIe siècle, les riches familles toulousaines se font construire de belles demeures le long de la grande-rue Nazareth. La plupart des constructions les plus anciennes ont été détruites ou largement remaniées aux siècles suivants, et il n'en reste souvent que quelques vestiges de style Renaissance. On peut signaler, cependant, la présence, en 1550, de Jean de Bertrand, premier président au parlement, qui possède un vaste hôtel particulier (emplacement de l'actuel no 20) qu'il conserve jusqu'à sa mort en 1560. À la même époque, Antoine de Paulo, président au parlement en 1554, fait construire son hôtel (ancien no 39). Près de la place Perchepinte, à l'angle de la rue de la Pleau, s'élève la maison de la famille de ce nom (actuel no 49). Entre 1592 et 1610, Paule de Viguier, surnommée « la Belle Paule », vit ses dernières années dans l'hôtel de Jean de La Roche (côté droit de l'actuel no 16). 
Au cours du XVIIe siècle, le goût des élites toulousaines évolue. L'hôtel particulier de Jacques de Baderon, seigneur de Maussac et conseiller au parlement (actuel no 37), et l'hôtel d'Étienne Potier, seigneur de La Terrasse et président au parlement (actuel no 28), presque en face, témoignent tous les deux de la transition de la Renaissance tardive au classicisme. Les immeubles de style classique sont particulièrement nombreuses dans la première partie de la rue, à proximité de la place du Salin (actuels no 11 ; no 12, 14, 16 et 20). L'hôtel particulier construit vers 1686 pour Claude Davisard, président à la chambre des enquêtes du parlement, est un prestigieux exemple (actuel no 24). Pourtant, à la même époque, et malgré les interdictions répétées des capitouls qui craignent les destructions dues aux incendies, on continue à construire en corondage, comme en témoignent plusieurs immeubles (actuels no 27, 43 et 45).
Au XVIIIe siècle, la magistrature toulousaine connaît une période de prospérité : c'est de cette période que datent la plupart des façades de la rue. Les habitants de la grande-rue Nazareth font embellir leurs hôtels particuliers et leurs immeubles, faisant reconstruire les façades, pour les mettre au goût du jour (actuels no 23, 25 et 49 ; no 12, 14 et 26). Plusieurs immeubles sont également reconstruits à cette époque (actuels no 17 à 19 bis, 29 et 47 ; no 6 à 10, 22 et 36).

### Époque contemporaine
La Révolution française amène des changements. En 1790, l'église Saint-Barthélémy devient bien national, avant d'être fermée. Le 10 juillet 1796, elle est vendue à un certain Corail, et elle est démolie peu après. 
Pendant la Terreur, entre 1793 et 1794, plusieurs parlementaires toulousains sont inquiétés. Habitant l'ancien hôtel de Paucy (actuel no 16), Emmanuel-Marie de David d'Escalone, petit-fils du capitoul David de Beaudrigue, impliqué dans la condamnation de Jean Calas en 1762, est guillotiné sur la place de la Révolution, à Paris, en 1793. Habitant une maison proche (actuel no 11), François-Joseph de Marquier de Fajac, président à la deuxième chambre du parlement est arrêté en 1794 et emprisonné dans la prison de la Visitation (emplacement de l'actuel no 49 rue Charles-de-Rémusat). Il est condamné et guillotiné à Paris, le 14 juin 1794. Un autre conseiller au parlement, Isidore de Poulhariès, baron de Laréole, et son fils, Louis-Isidore, qui vivaient dans une hôtel particulier de la rue (actuel no 20) sont exécutés le lendemain. Les biens des nobles émigrés sont également saisis, comme l'hôtel de Maussac, qui, appartenant à la famille de Guilhermin, est saisi et vendu à Jean Fleury Rolland.
Au début du XIXe siècle, la municipalité forme un projet de réaménagement urbain, afin de favoriser la circulation et l'hygiène dans les rues de la ville. Mais la grande-rue Nazareth, qui est déjà l'une des plus larges voies toulousaines, n'est pas véritablement touchée par les projets de réalignement et les destructions d'immeubles. Les constructions nouvelles, de style néo-classique, restent d'ailleurs peu nombreuses (actuels no 15, 21 et 33). En fin de compte, malgré les bouleversements sociaux de la Révolution française et les transformations urbaines que souhaite opérer la municipalité, le quartier de la grande-rue Nazareth a essentiellement conservé un caractère profondément aristocratique. 
Les institutions religieuses se reforment également, d'autant plus rapidement qu'elles reçoivent le soutien de l'aristocratie et de la haute bourgeoisie catholique toulousaine. Plusieurs pensionnats sont fondés pour recevoir les jeunes filles de ces familles. En 1807, les Visitandines, qui avaient été dispersées en 1790, tandis que leur couvent était transformé en prison, se reforment et les nouvelles religieuses établissent leur couvent et ouvrent un pensionnat dans la rue. En 1818, leur nouveau couvent ayant été aménagé dans l'ancienne Maison du Temple rue de la Dalbade (actuels no 13-15), elles quittent la grande-rue Nazareth. En 1811, ce sont les sœurs du Saint-Nom-de-Jésus qui s'établissent dans la grande-rue Nazareth, avant de se transporter en 1827 à l'hôtel de Boissy, entre la rue des Régans (actuel no 8) et la rue du Vieux-Raisin (emplacement des actuels no 11-13 rue du Languedoc). En 1839, les Dames du Sacré-Cœur sont appelées à Toulouse par l'archevêque Paul d'Astros. Elles établissent leur pensionnat, le pensionnat du Sacré-Cœur, dans l'ancien hôtel de Paulo (ancien no 39). Elles se déplacent cependant dans de nouveaux bâtiments de la rue des Récollets deux ans plus tard (actuel lycée Berthelot, no 59 rue Achille-Viadieu).
Entre 1899 et 1904, des travaux sont engagés afin de poursuivre au sud la rue d'Alsace-Lorraine, afin de relier la place Rouaix à la Cour d'assises (actuel no 12 rue des Fleurs) : il est donc prévu d'abattre plusieurs maisons de la grande-rue Nazareth. Finalement, le projet est modifié, et la direction de la rue est légèrement obliquée vers l'ouest, mais plusieurs maisons de la grande-rue Nazareth sont tout de même démolies (anciens no 1 à 7). Sur le côté sud de la rue, les vieilles façades ne sont pas réalignées sur le tracé de la nouvelle rue, laissant subsister partiellement le tracé ancien, mais sont données à la nouvelle rue (actuels no 14 et 16 rue du Languedoc),. En revanche, sur le côté nord, dans un style éclectique influencé par les motifs décoratifs de l'Art nouveau, caractéristique des constructions toulousaines de l'époque (actuel no 13). L'immeuble Labit, à l'angle de la rue du Languedoc, élevé par l'architecte Étienne Gogé en 1908, est un exemple de ces immeubles (actuel no 9).
En 1904, le conseil municipal décide le percement d'une nouvelle rue, la rue Théodore-Ozenne, entre la place des Carmes et l'entrée du Jardin des plantes. La nouvelle rue doit être une belle promenade, plantée d'arbres et aux larges trottoirs, qui laisse passer le tramway qui relie la place du Capitole au quartier résidentiel et bourgeois du Busca, qui est alors en plein développement. Mais le percement de la rue, entre 1908 et 1912, provoque la disparition de plusieurs immeubles et hôtels particuliers de la grande-rue Nazareth (anciens no 37 à 41 ; no 30 à 34). Au conseil municipal, Albert Bedouce, mais aussi de nombreux particuliers, protestent contre les destructions. Le coût des expropriations se révèle d'ailleurs largement supérieur aux premières estimations, faisant grimper le coût pour la ville. De nouveaux immeubles, dans le style Art nouveau, sont élevés le long de la nouvelle rue (actuels no 41 et 34). L'immeuble no 41 particulièrement, véritable manifeste de l'Art nouveau, où se sent l'influence d'Hector Guimard, est construit par l'architecte Marius Pujol en 1913. 

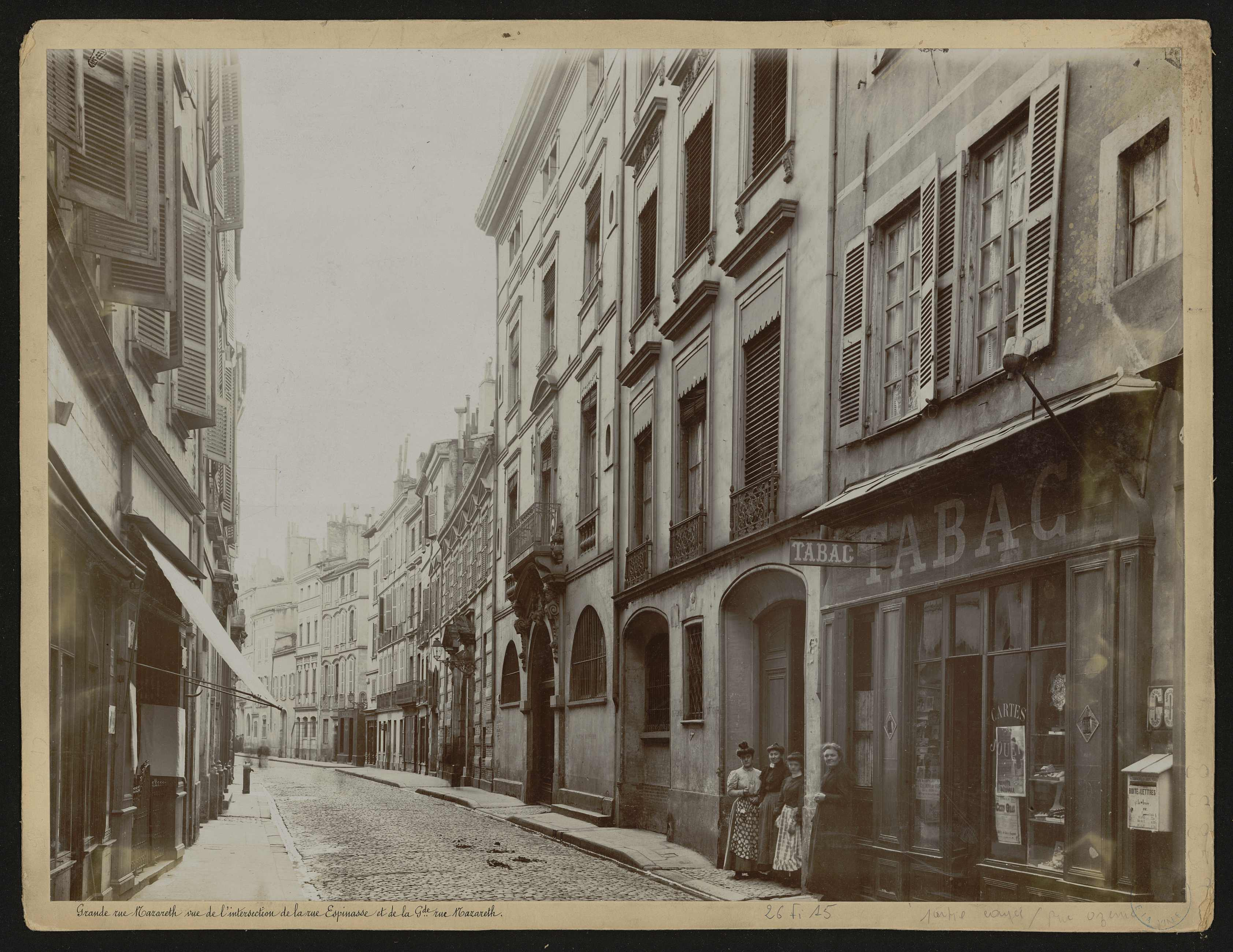
La grande-rue, vue de la rue Espinasse, avant les destructions de la rue Théodore-Ozenne, par Paul Bacard (1908, archives municipales).
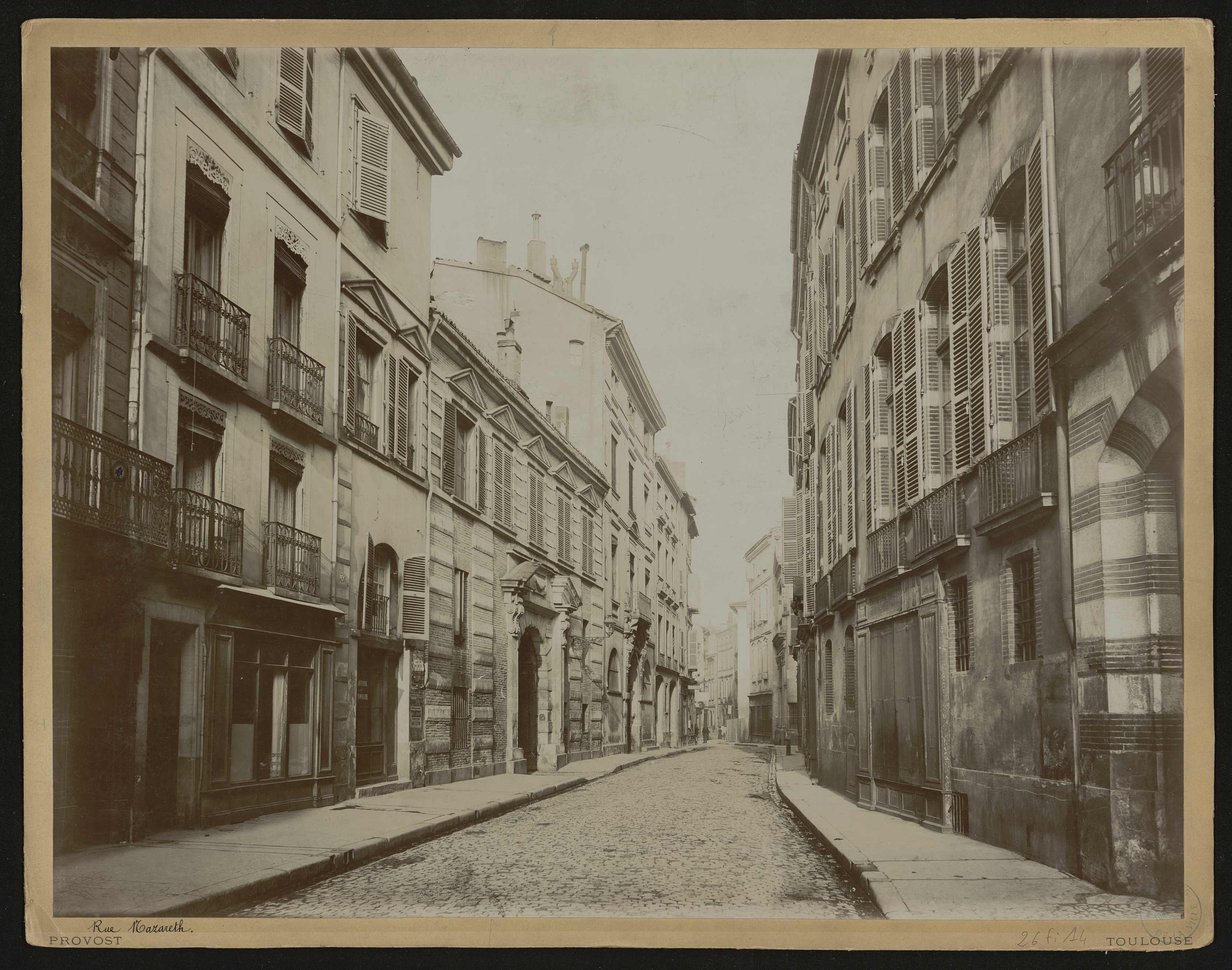
La grande-rue, vue de la rue Caminade, avant les destructions de la rue Théodore-Ozenne, par Paul Bacard (1908, archives municipales).
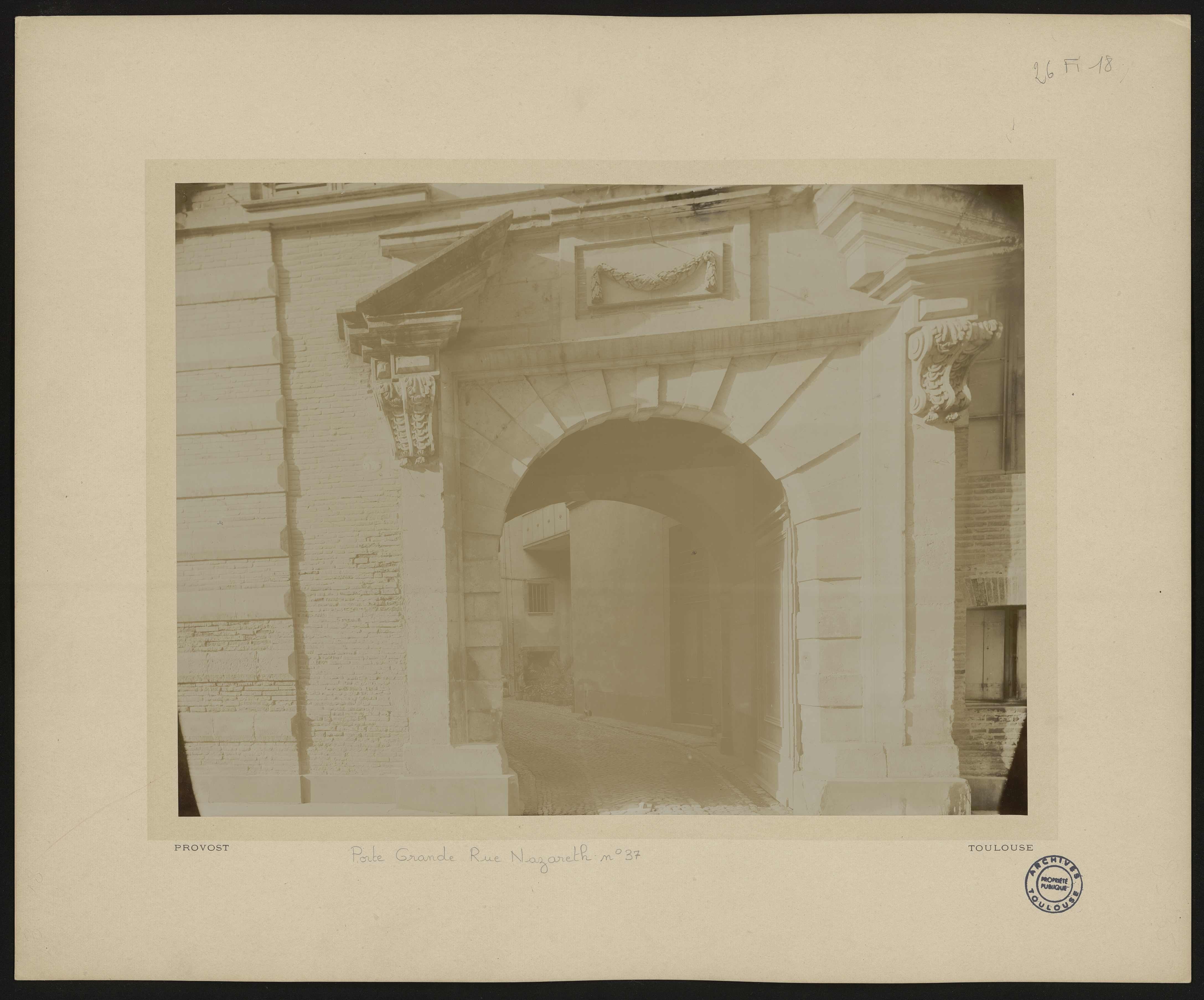
Portail de l'hôtel de Maussac (ancien no 37).
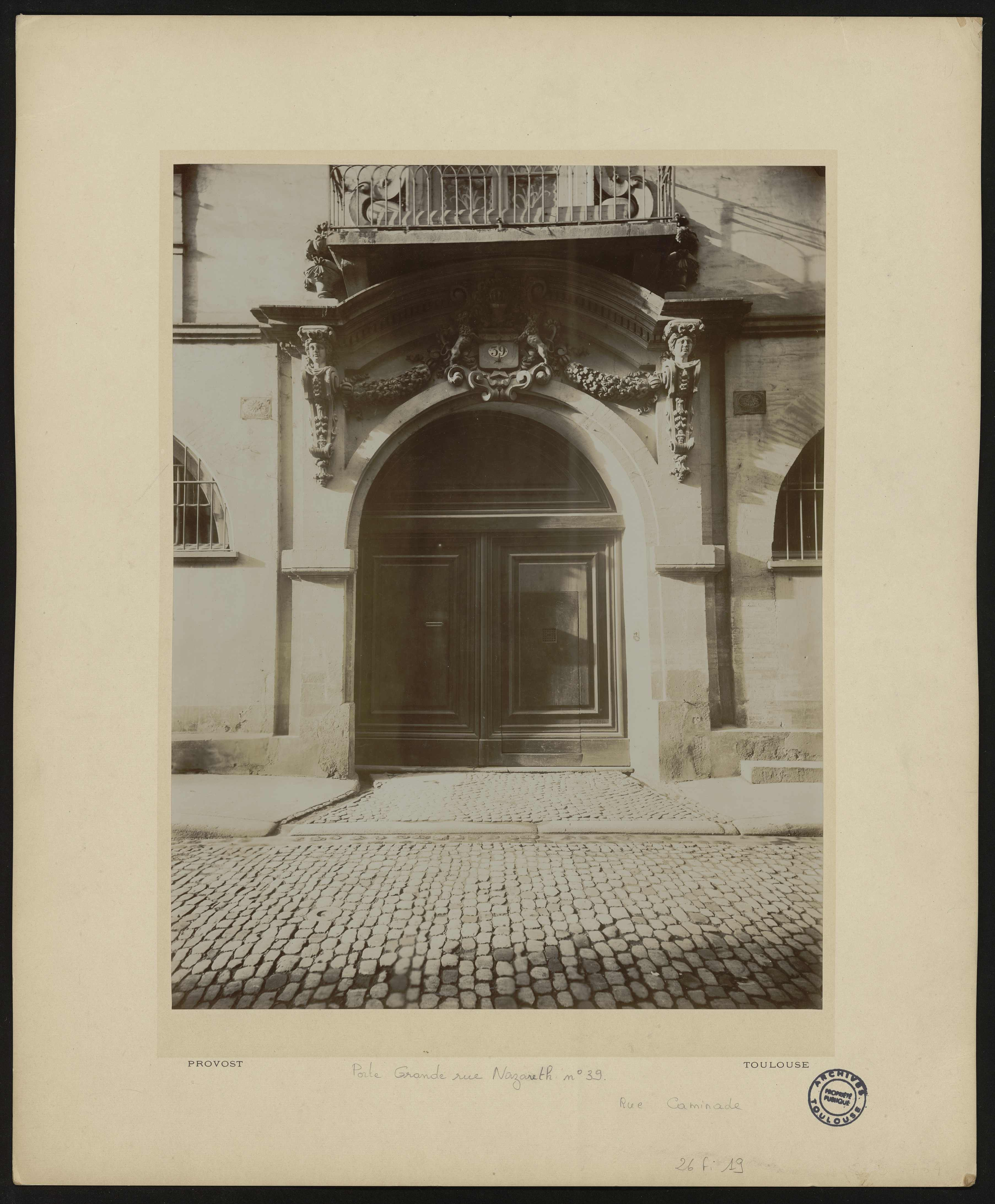
Portail de l'hôtel de Paulo (ancien no 39).

En 1921, la pension Bertrand quitte l'hôtel d'Hautpoul-Malaret (ancien no 25 rue Joseph-de-Malaret) et l'hôtel de Luppé (ancien no 29 rue Joseph-de-Malaret), qu'elle occupait depuis 1866, pour la grande-rue Nazareth (actuel no 40). La pension, fondée par les « dames Bertrand », Anne-Amélie et Lasthénie, accueillait les jeunes filles et leur dispensait des cours d'enseignement secondaire. Elle était dirigée depuis 1909 par Hortense Espirac. La pension Bertrand est par la suite reprise par les religieuses dominicaines du Saint-Nom-de-Jésus, expulsées de l'hôtel de Boissy en 1904 par la loi sur les congrégations. La pension se transforme après la Seconde Guerre mondiale. L'internat des jeunes filles est déménagé entre 1953 et 1955 à l'Annonciation de Seilh, tandis que l'établissement, qui regroupe dorénavant une école élémentaire et un collège, et toujours dirigé par des religieuses dominicaines, devient le cours Saint-Thomas-d'Aquin, poursuit la tradition d'enseignement catholique dans le quartier de la grande-rue Nazareth.
Dans la deuxième moitié du XXe siècle, la grande-rue Nazareth n'a connu que peu de changements. Seul un immeuble, construit par Henri Bach, est démoli pour être remplacé par une construction moderne de l'architecte Jean Montier (actuel no 38). C'est aujourd'hui une rue calme, bordée de quelques boutiques et de restaurants, qui conserve une image bourgeoise et catholique. En 2012, la rue est d'ailleurs empruntée sur une partie de son parcours par le cortège de la Manif pour tous toulousaine

## Patrimoine et lieux d'intérêt

### Hôtels particuliers
- no  8 : hôtel particulier. 
L'hôtel particulier, de style classique, est construit au XVIIe siècle. Il s'élève sur trois étages décroissants, séparés par des cordons. Au rez-de-chaussée, le cadre de la porte est en brique et pierre alternées, et surmonté d'une corniche. Aux étages, on retrouve le jeu de polychromie de la brique et de la pierre alternées dans le cadre des fenêtres, surmontées de corniches au niveau des cordons séparant les étages. De plus, au 1er étage, elles sont dotées de garde-corps en fer forgé[27].

- no  19 : hôtel Doazan. 
La construction de l'hôtel particulier semble dater de la 1re moitié du XVIIIe siècle pour un propriétaire inconnu. La façade symétrique, large de quatre travées, qui s'élève sur deux étages carrés et un comble à surcroît, est typique du style classique toulousain. Au 1er étage, les fenêtres sont dotées de garde-corps en fer forgé. Le rez-de-chaussée, cependant, a été remanié en 1777 pour Louis-Ostende Doazan, avocat au parlement. Les deux grandes arcades de boutiques encadrent un portail de style néo-classique Louis XVI, orné d'une agrafe sculptée dont partent des guirlandes, et surmonté d'une large corniche moulurée[28].

- no  24 : hôtel Davisard (ou d'Avizard) 
L'hôtel est construit après 1686 par le maître maçon Sarraude pour Claude Davisard, conseiller du roi et président aux Enquêtes du palais. Il fut conservé dans la famille jusqu'à la Révolution française. L'édifice se compose à l'origine de plusieurs corps de bâtiments, le long de la grande-rue Nazareth, de la rue Caminade et de la rue Sesquières, qui encadrent une cour intérieure. La façade principale sur la première rue est caractéristique de l'art classique toulousain. Elle est symétrique, large de quatre travées et haute de deux étages décroissants. La porte cochère centrale en plein-cintre est en pierre et brique alternées, et surmontée d'une corniche à denticules. Les fenêtres du rez-de-chaussée et des deux étages sont rectangulaires et leurs encadrements alternent également la brique et la pierre. Aux deux étages, ces encadrements se prolongent, au-delà des appuis moulurés en pierre, jusqu'aux fenêtres inférieures. Des motifs de tables séparent les étages et les fenêtres. Les deux fenêtres latérales du 1er étage possèdent des balcons qui reposent sur des consoles moulurées et sont dotés de garde-corps en fer forgé. L'élévation est couronnée d'une large corniche débordante à denticules[29],[30].

- no  28 : hôtel Potier de La Terrasse. 
L'hôtel est construit au XVIIe siècle, mais il conserve des éléments plus anciens de la fin du XVIe siècle sur la cour. L'édifice se compose à l'origine de plusieurs corps de bâtiments qui encadrent une cour intérieure. La façade principale sur la rue est caractéristique de l'art classique toulousain. Elle est large de quatre travées et s'élève sur deux étages carrés. La porte cochère segmentaire est en pierre et brique alternées, est ornée d'une clef sculptée et est surmontée d'une corniche moulurée en pierre. Les fenêtres du rez-de-chaussée et des deux étages sont rectangulaires et leurs encadrements alternent également la brique et la pierre. Les encadrements se prolongent, au-delà des appuis moulurés en pierre, jusqu'aux fenêtres inférieures. Les fenêtres du 1er étage sont dotées de garde-corps en fer forgé. L'élévation est couronnée d'une large corniche. Du côté cour, l'hôtel a été amputé de ses bâtiments en 1907 lors du percement de la rue Théodore-Ozenne[31],[32].

- no  35-37 : hôtel de Maussac. 
L'hôtel de Maussac, d'un style de transition entre la Renaissance tardive et le classicisme, est construit dans la première moitié du XVIIe siècle pour Jacques de Baderon, seigneur de Maussac, conseiller au parlement de 1593 à 1643. Entre 1603 et 1624, il avait constitué un vaste domaine foncier entre la grande-rue Nazareth (emplacement des actuels no 35-37 et ancien no 39), la rue Philippe-Féral (emplacement de l'actuel no 5) et la rue de la Pleau (emplacement de l'actuel no 4). En 1908, lors du percement de la rue Théodore-Ozenne, l'hôtel est presque entièrement emporté par les travaux, laissant voir quelques vestiges du bâtiment ancien. 
Sur la grande-rue Nazareth subsiste la première travée, considérablement remaniée cependant. Elle est percée au 1er étage de deux fenêtres surmontées de frontons triangulaires, et au 2e étage d'une fenêtre à meneau. En arrière, depuis la rue Théodore-Ozenne, est visible la tour d'escalier, certainement construite avant 1624, lorsque Jacques de Maussac acquiert la maison du notaire Vidal Cambefort (emplacement de l'actuel no 35). Elle est attribuée à l'architecte Pierre Souffron. Au rez-de-chaussée s'ouvre la porte de la tour, encadrée de pilastres à chapiteaux doriques qui soutiennent un entablement surmonté d'une fronton, qui portait le blason de Baderon de Maussac. L'escalier est éclairé de fenêtres à meneaux, encadrées de pilastres en pierre et brique alternées. La tourelle d'escalier, qui repose sur une demi-trompe, est percée de deux oculi, dont le cadre en pierre est sculpté. La tour et la tourelle sont coiffées de toits en ardoise[33],[34].

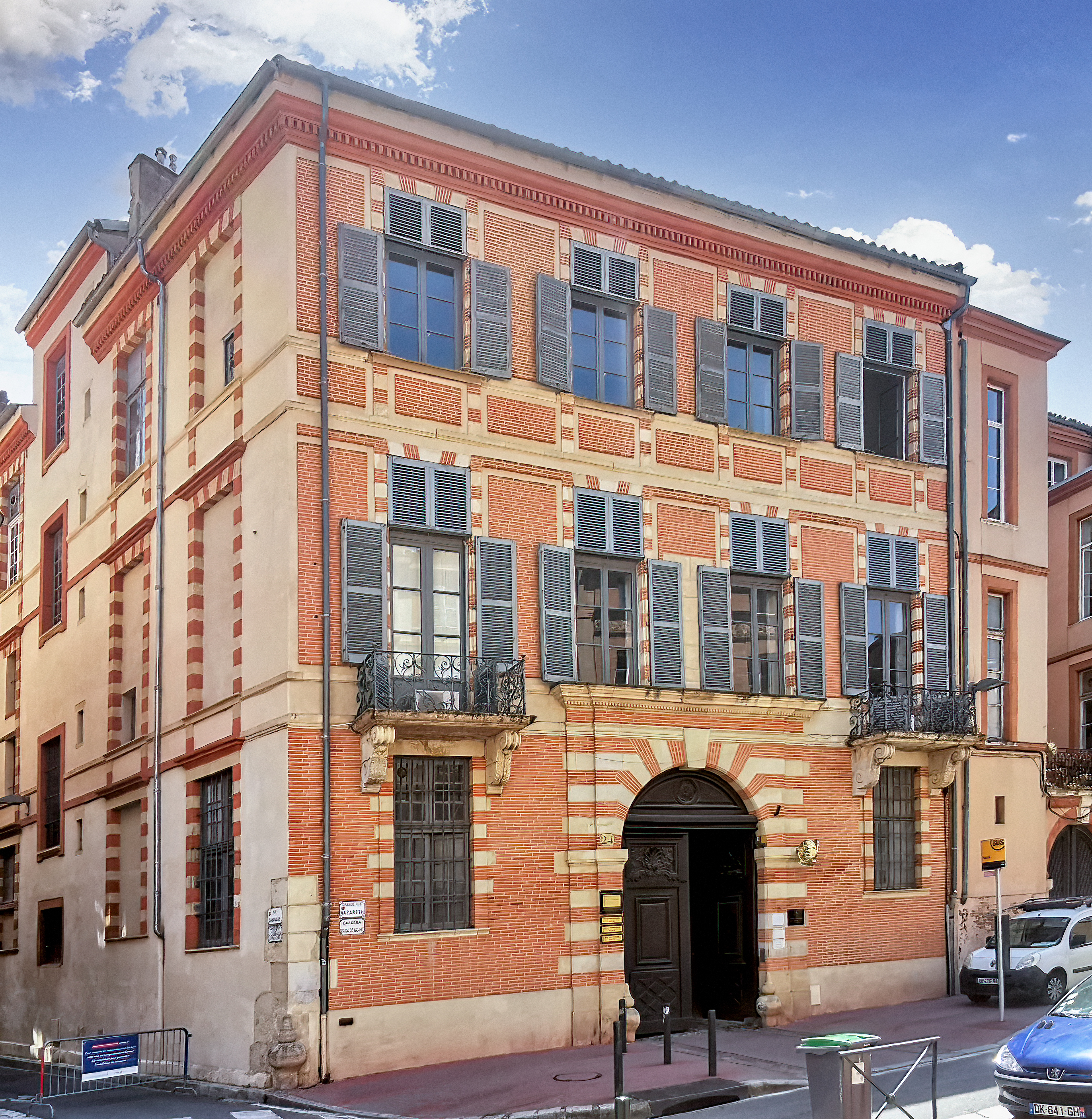
no  24 : Hôtel d'Avizard construit après 1686
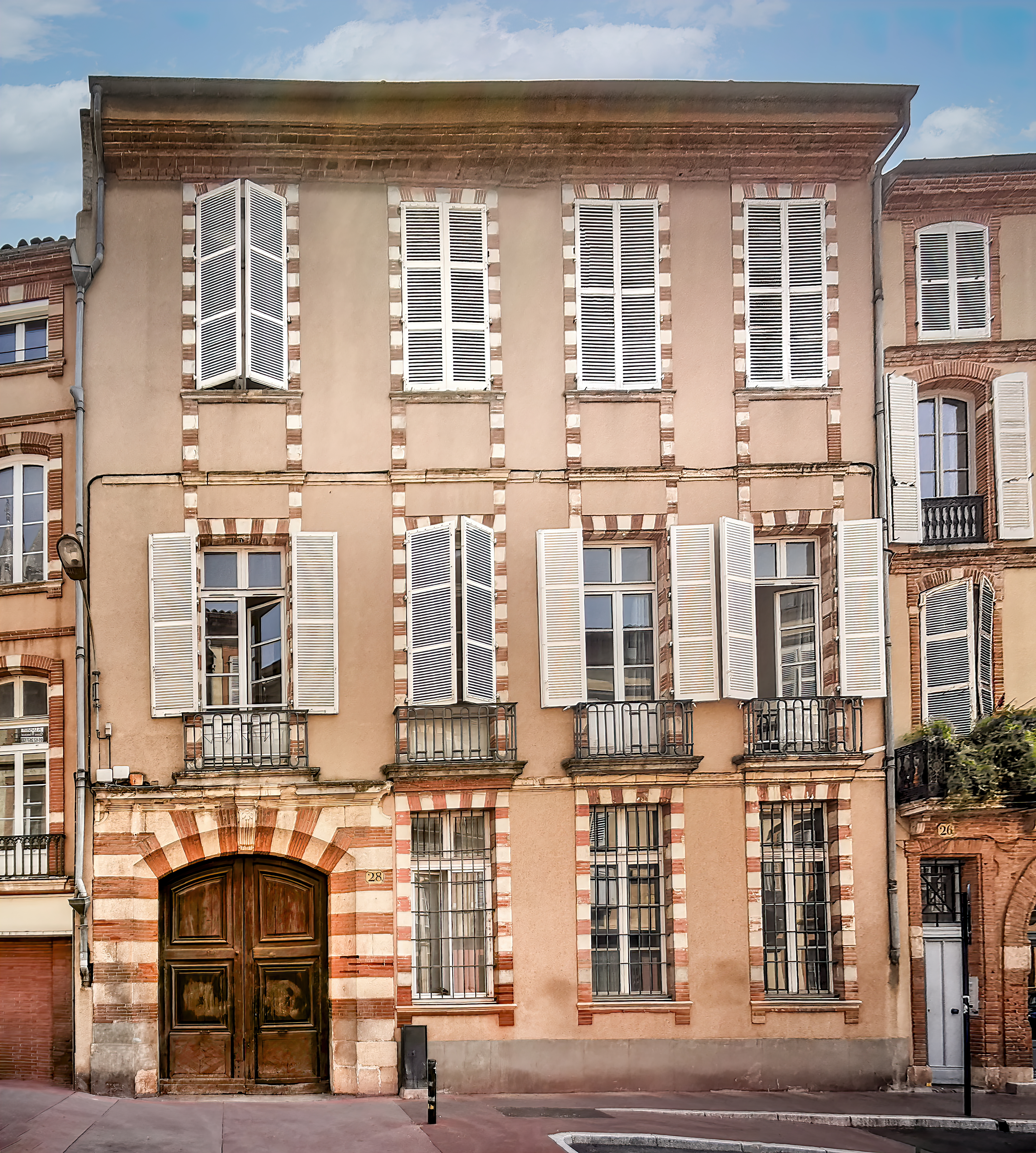
no  28 : Hôtel Potier de La Terrasse construit au XVIIe siècle.
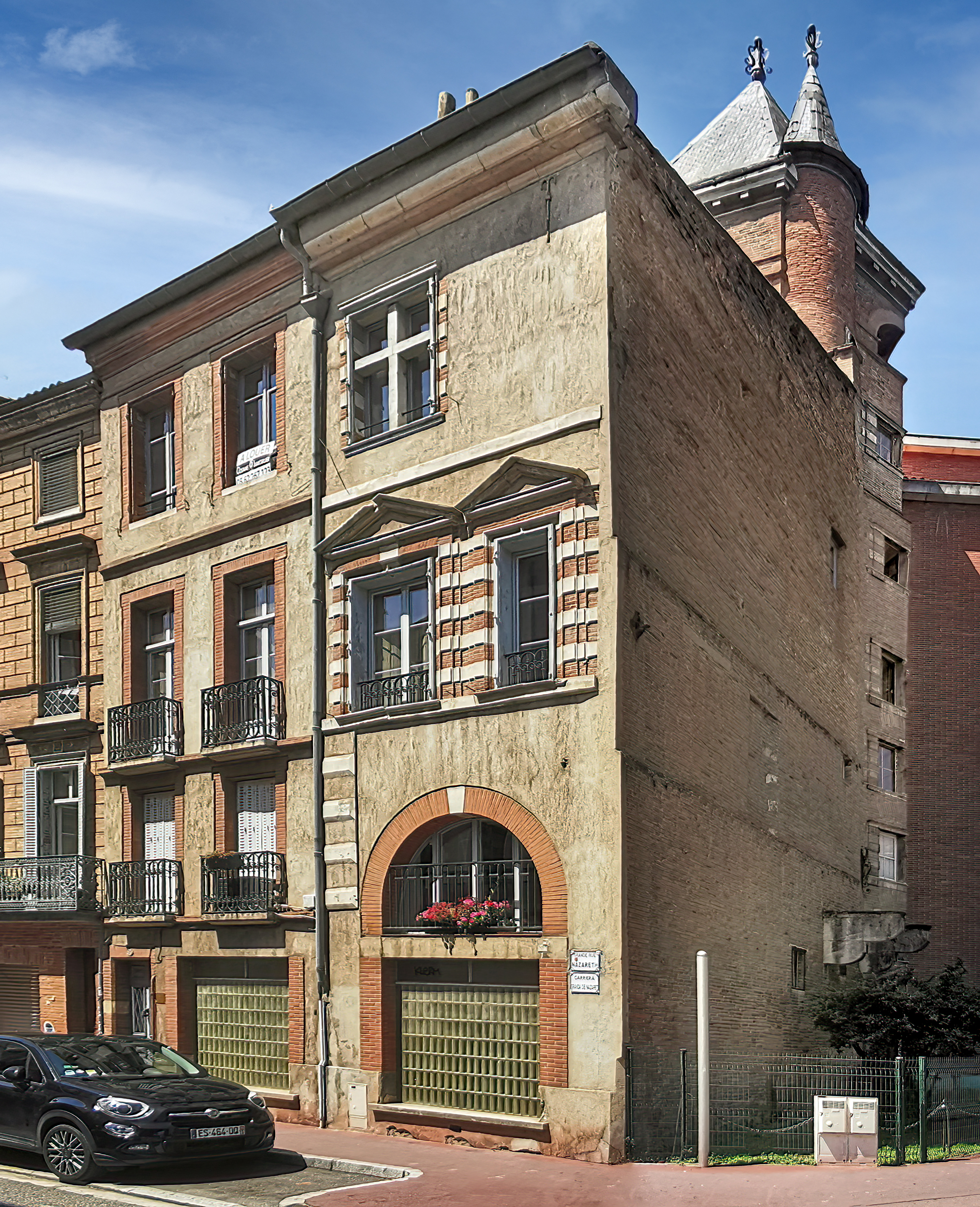
no  35-37 Hôtel de Maussac

### Immeubles et maisons
- no  9 : immeuble Labit. 

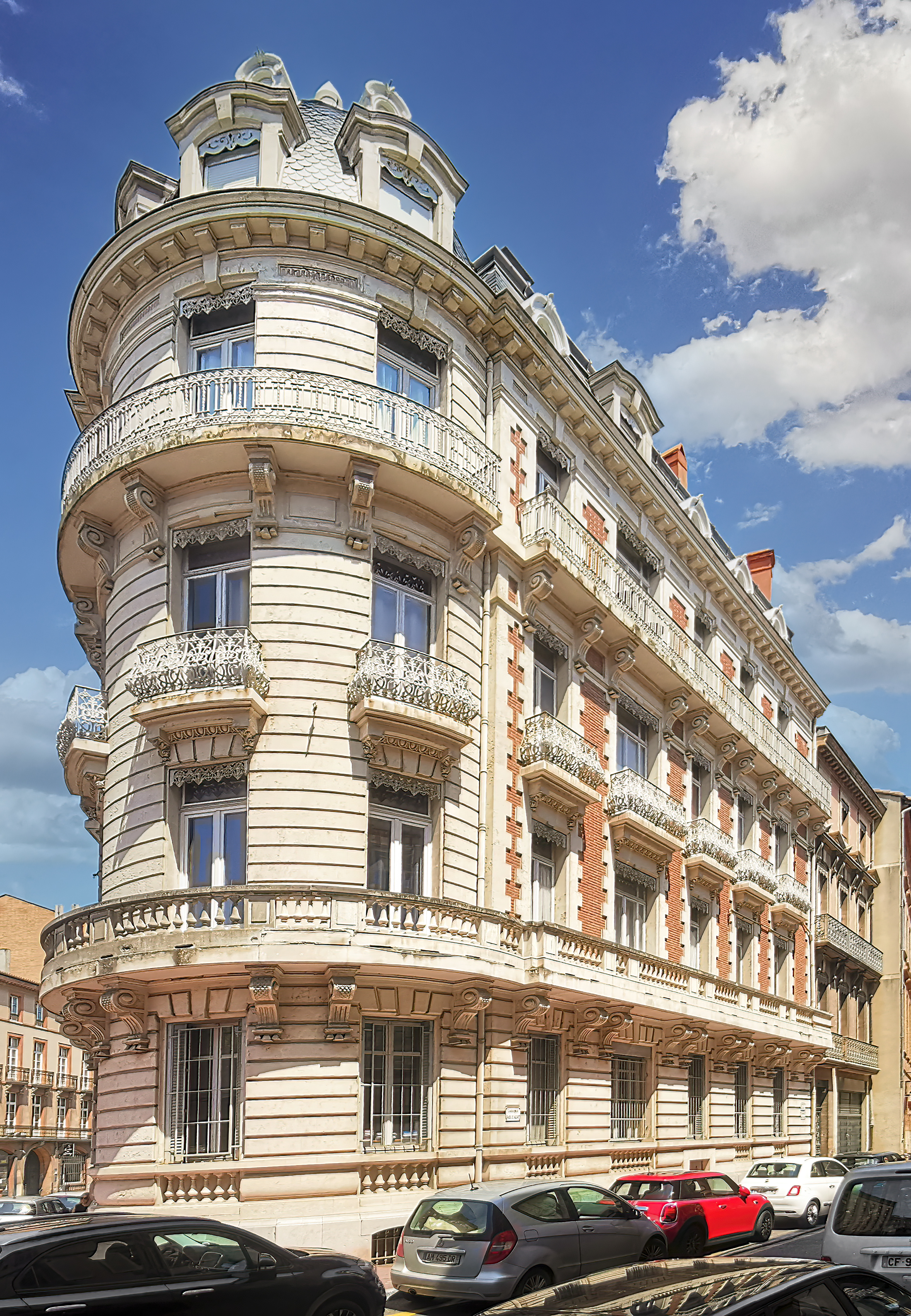
no 9 : immeuble Labit.

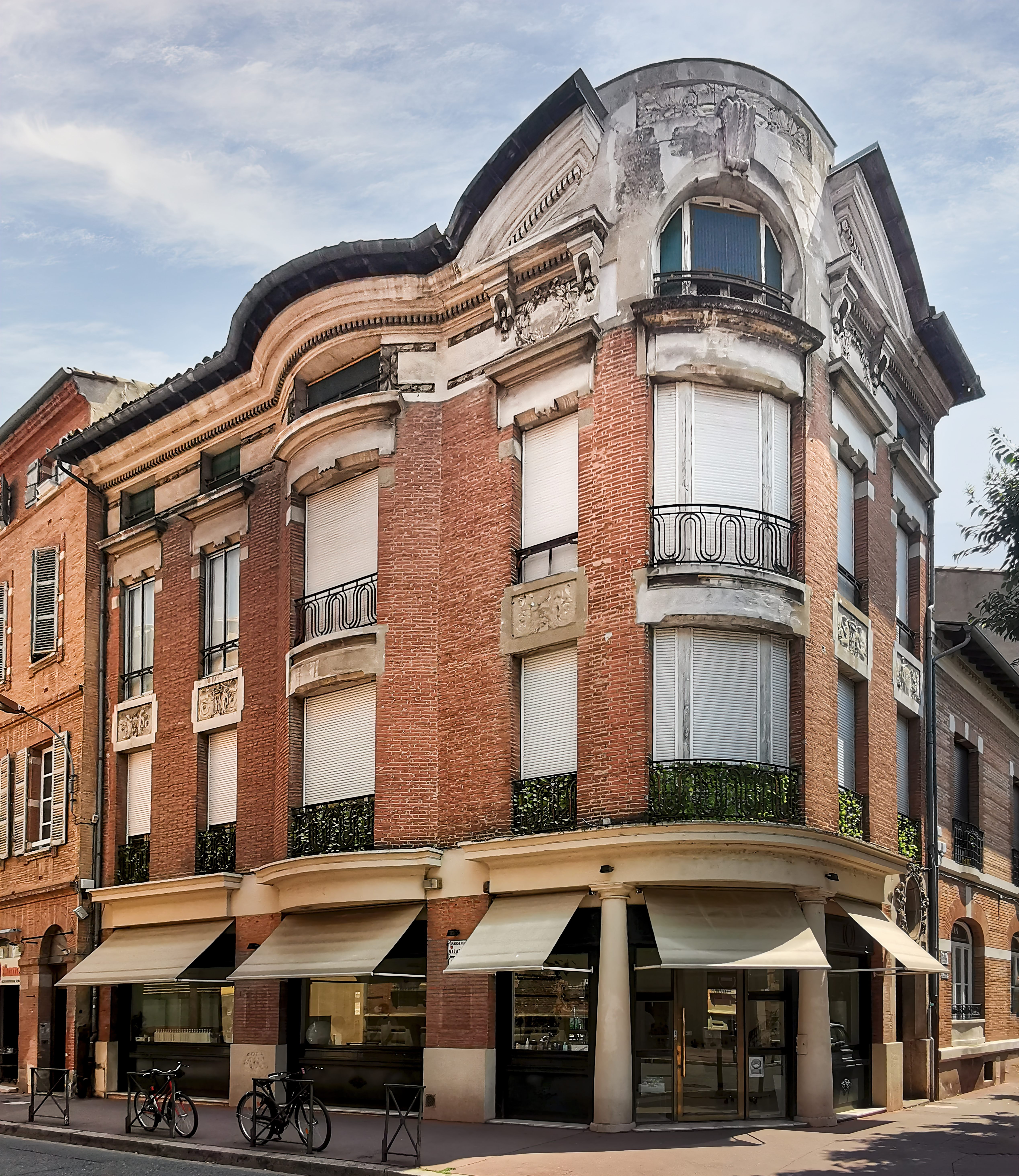
no 34 : immeuble Art Déco.

L'immeuble est construit en 1908 par l'architecte Étienne Gogé pour Antoine Labit, riche entrepreneur et négociant toulousain, à l'angle de la rue du Languedoc (actuel no 18). Son architecture éclectique se signale par un décor influencé par l'Art nouveau. La rotonde d'angle, en pierre de taille, est traitée en bossage continu. Au rez-de-chaussée, les fenêtres ont de faux garde-corps à balustres. Aux étages, les fenêtres ont des lambrequins de fonte. Au 1er étage, le balcon continu, à balustre de pierre, repose sur de larges consoles. Au 2e étage, les fenêtres ont des garde-corps en fonte, tandis qu'au 3e étage, un balcon continu possède également un garde-corps en fonte. L'élévation est surmontée d'une corniche à modillons. La coupole qui coiffe la rotonde est couverte d'ardoise. Elle est percée de fenêtres, surmontées de corniches curvilignes, et de fausses lucarnes[35].

- no  12 : maison du maître tapissier Robert Malafosse. 
L'immeuble, de style classique, a été construit au XVIIe siècle, mais seul le rez-de-chaussée est intact. La façade a été reconstruite à la demande du maître tapissier Robert Malafosse entre 1787 et 1788. Le rez-de-chaussée est ouvert par une arcade de boutique voûtée en plein cintre et une porte, dont le chambranle est en pierre. La porte a conservé une imposte en fer forgé, qui porte des marteaux de tapissiers. Les niveaux supérieurs, reconstruits à la fin du XVIIIe siècle, se composent de deux étages décroissants et d'un étage de comble à surcroît. Les fenêtres du 1er étage ont des garde-corps en fer forgé[36].

- no  13 : immeuble. 

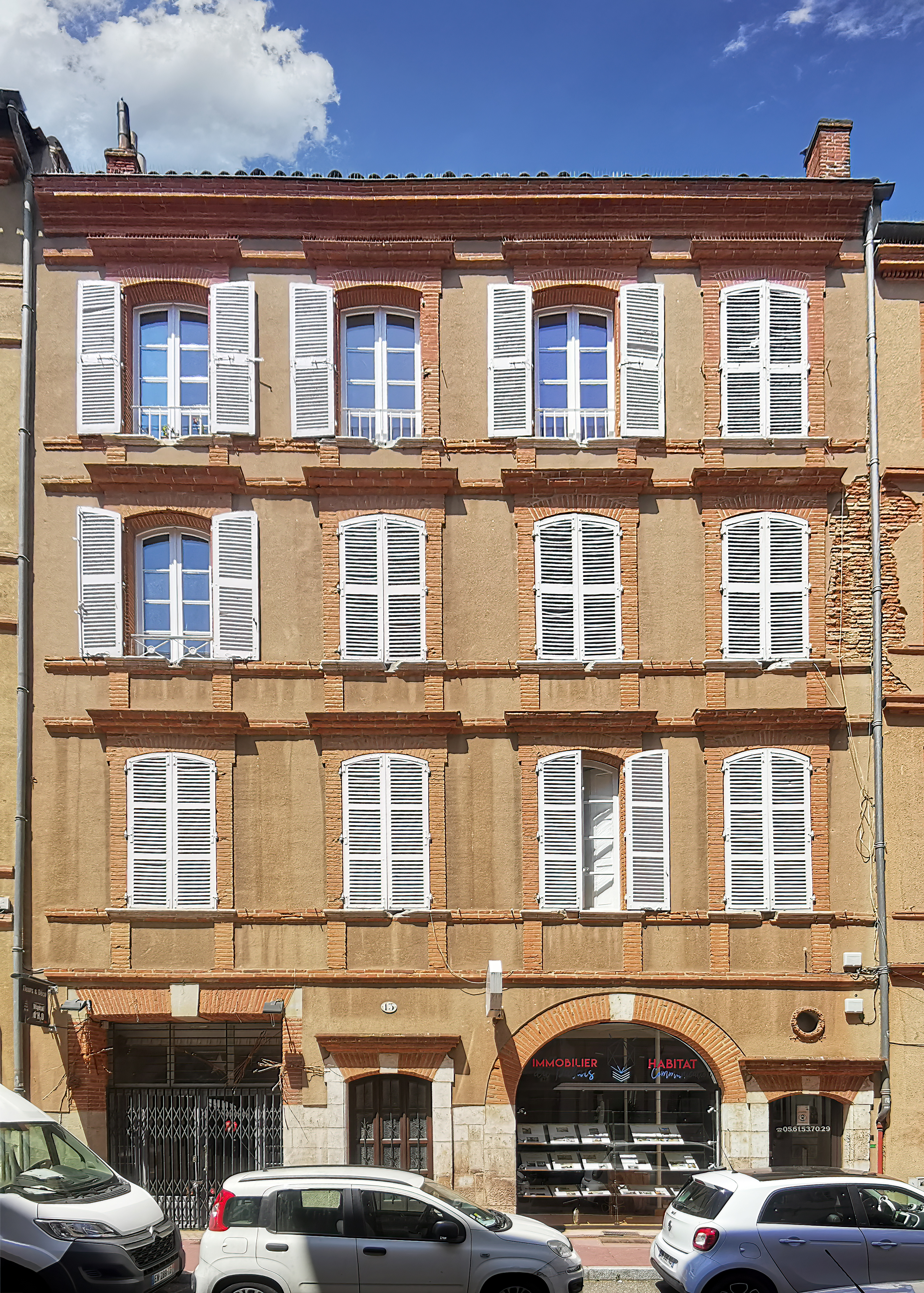
no 13 : immeuble.

L'immeuble est construit dans la première moitié du XVIIIe siècle. Au rez-de-chaussée, la porte latérale à droite est surmontée d'un oculus sculpté en terre cuite. Aux étages, les cordons de brique qui courent au niveau de la séparation des étages et des appuis des fenêtres forment un quadrillage avec les encadrements des fenêtres, dont les jambages relient les différents niveaux, et les fenêtres sont surmontées d'une corniche moulurée[37].

- no  17 : immeuble. 

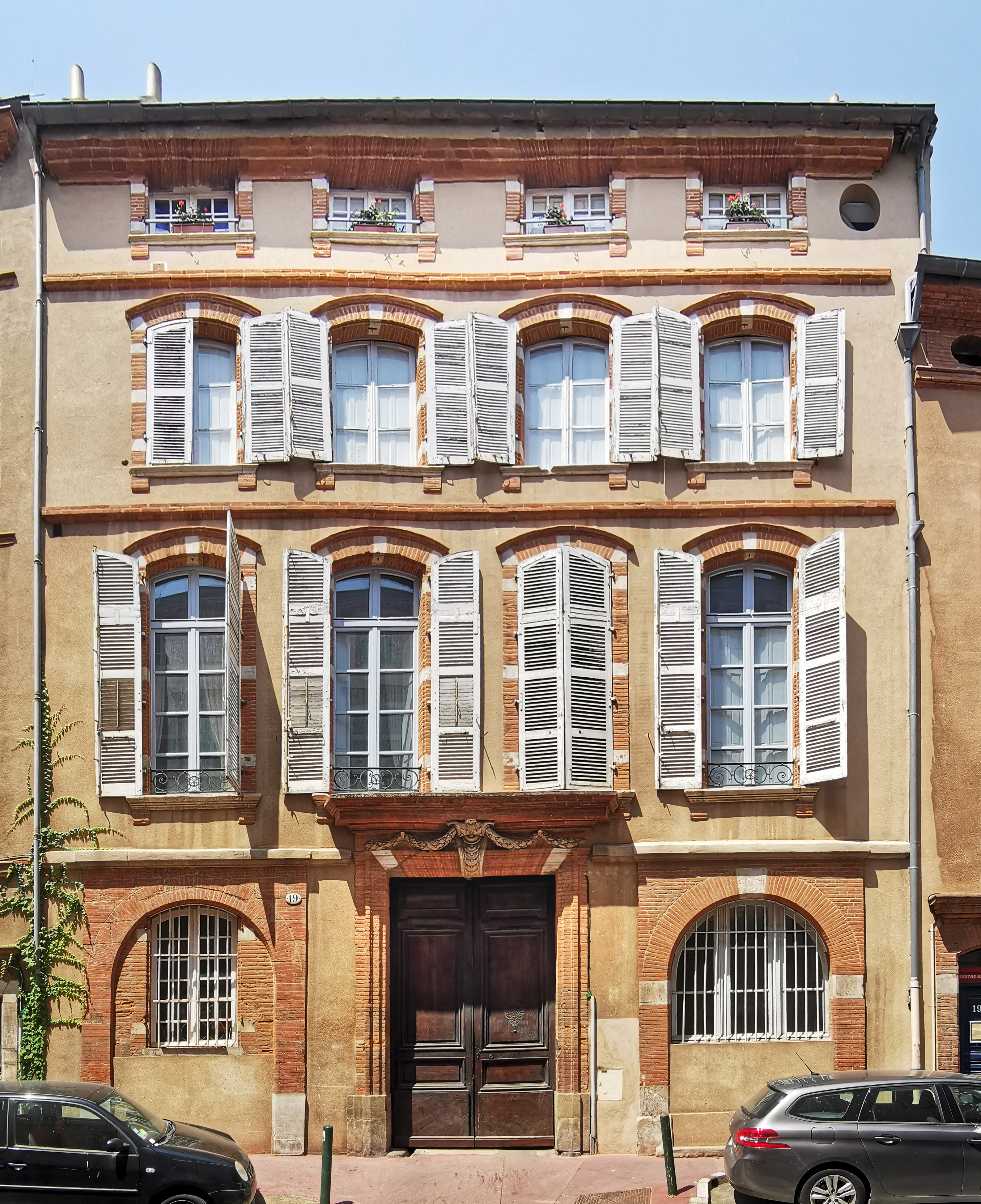
no 19 : immeuble.

L'immeuble, construit à la fin du XVIIe siècle, s'élève sur deux étages carrés et un comble à surcroît. Au rez-de-chaussée, la porte latérale est surmontée d'une corniche moulurée en brique et d'un oculus en pierre orné de motifs végétaux[38].

- no  19 bis : immeuble. 
L'immeuble, construit au XVIIIe siècle, s'élève sur deux étages carrés et un comble à surcroît, ouvert de mirandes. Au 1er étage, les fenêtres sont dotées de garde-corps en fer forgé[39].

- no  19 ter : immeuble. 
L'immeuble, construit au XVIIe siècle, ne présente sur la rue qu'une façade très simple, remaniée par ailleurs au XIXe siècle. Elle n'était à l'origine qu'une dépendance de la chapelle Notre-Dame-de-Nazareth[40].

- no  21 : immeuble. 

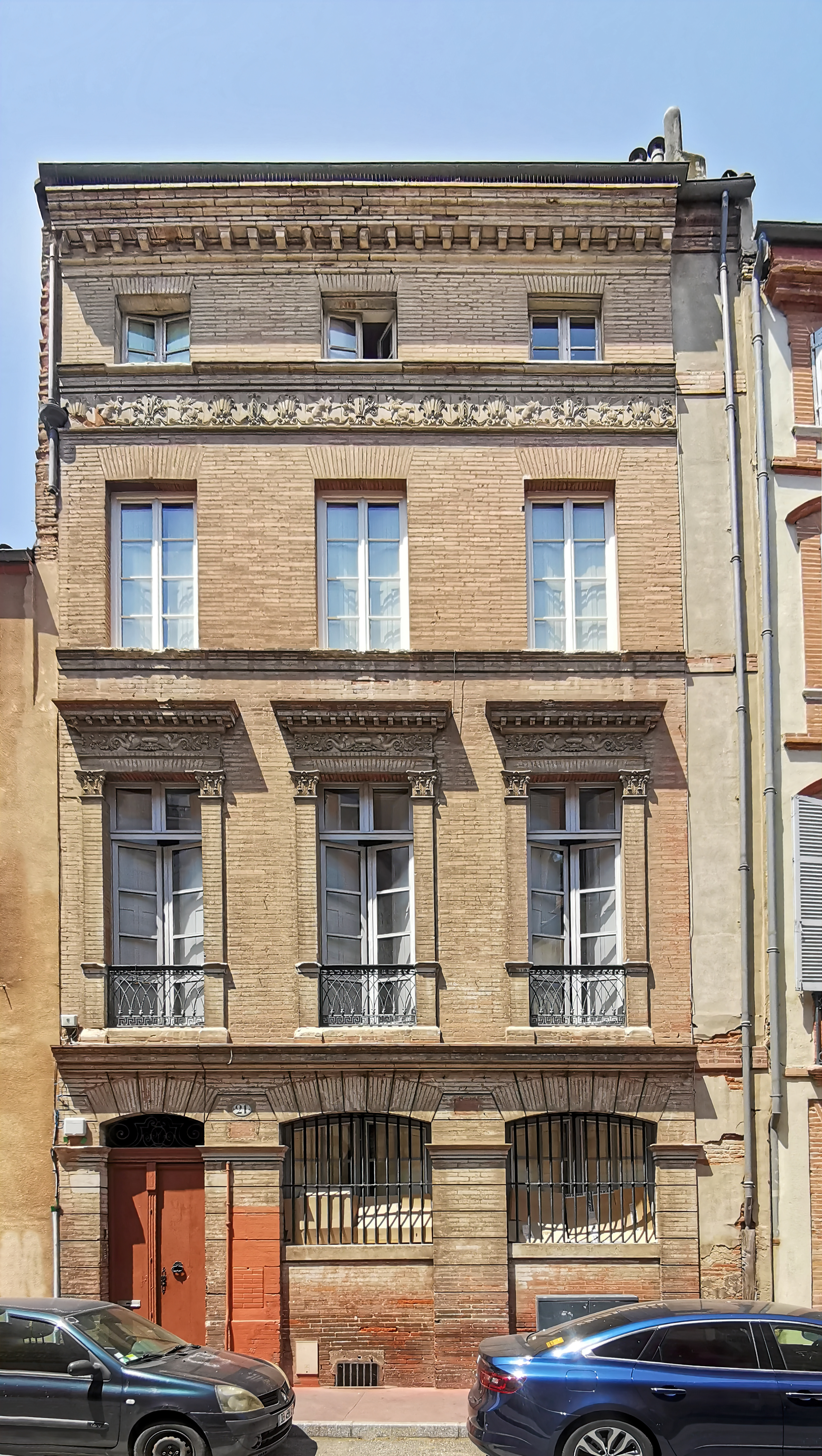
no 21 : immeuble néo-classique.

L'immeuble est représentatif du style néo-classique toulousain en vogue dans la 1re moitié du XIXe siècle. Le rez-de-chaussée est traité en bossage. Les ouvertures sont segmentaires et la porte latérale est surmontée d'une imposte en fer forgé. Au 1er étage, les fenêtres sont encadrées de pilastres à chapiteaux corinthiens qui soutiennent des frises en terre cuite, sculptées d'ornements végétaux, et de larges corniches à modillons. Elles sont également dotées de garde-corps en fer forgé. Au 2e étage, à la séparation avec le 3e étage, une frise en terre cuite sculptée court le long de la façade. L'élévation est couronnée d'une large corniche à modillons[41].

- no  26 : immeuble. 
La façade de la grande-rue Nazareth est construite au XVIIIe siècle, quoique des éléments sur la rue Caminade laissent supposer une construction plus ancienne. L'immeuble s'élève sur trois étages carrés séparés par des cordons de brique. Au 1er étage, un balcon, soutenu par des consoles en pierre et orné d'un garde-corps en fer forgé, occupe toute la façade. Une niche d'angle en pierre, ornée d'une coquille, est visible à l'angle de la rue Caminade. Aux 2e et 3e étages, les fenêtres sont également dotées de garde-corps en fer forgé[42].

- no  27 : maison de Jean Borrelly. 
La maison en corondage a probablement construite dans la première moitié du XVIIe siècle pour le notaire royal Jean Borrelly. Le pan de bois serait hourdé en torchis, mais il est masqué par l'enduit. Les étages sont séparés par des cordons de bois, et les fenêtres ont des appuis soutenus de petites consoles sculptées[43].

- no  34 : immeuble. 
L'immeuble est construit en 1922, dans le style Art Déco, avec l'utilisation du béton enduit et de la brique, mais encore influencé par des motifs de l'éclectisme et néo-Renaissance. Le rez-de-chaussée est ouvert par des ouvertures de boutiques rectangulaires surmontées de larges corniches moulurées. Au 1er et au 2e étage, les fenêtres ont des garde-corps en fer forgé aux motifs géométriques. Elles sont séparées par des bas-reliefs représentants des enfants sortant de rinceaux, encadrant un vase. Le dernier étage de combles est percé de fenêtres plus petites. L'élévation est couronnée par une corniche à denticules. L'angle avec la rue Théodore-Ozenne est particulièrement mis en valeur par les colonnes qui encadrent l'ouverture de boutique au rez-de-chaussée et, à l'étage de combles, par une grande fenêtre en plein cintre qui porte une agrafe sculptée, et un fronton interrompu par un bas-relief sculpté de feuillages[44].

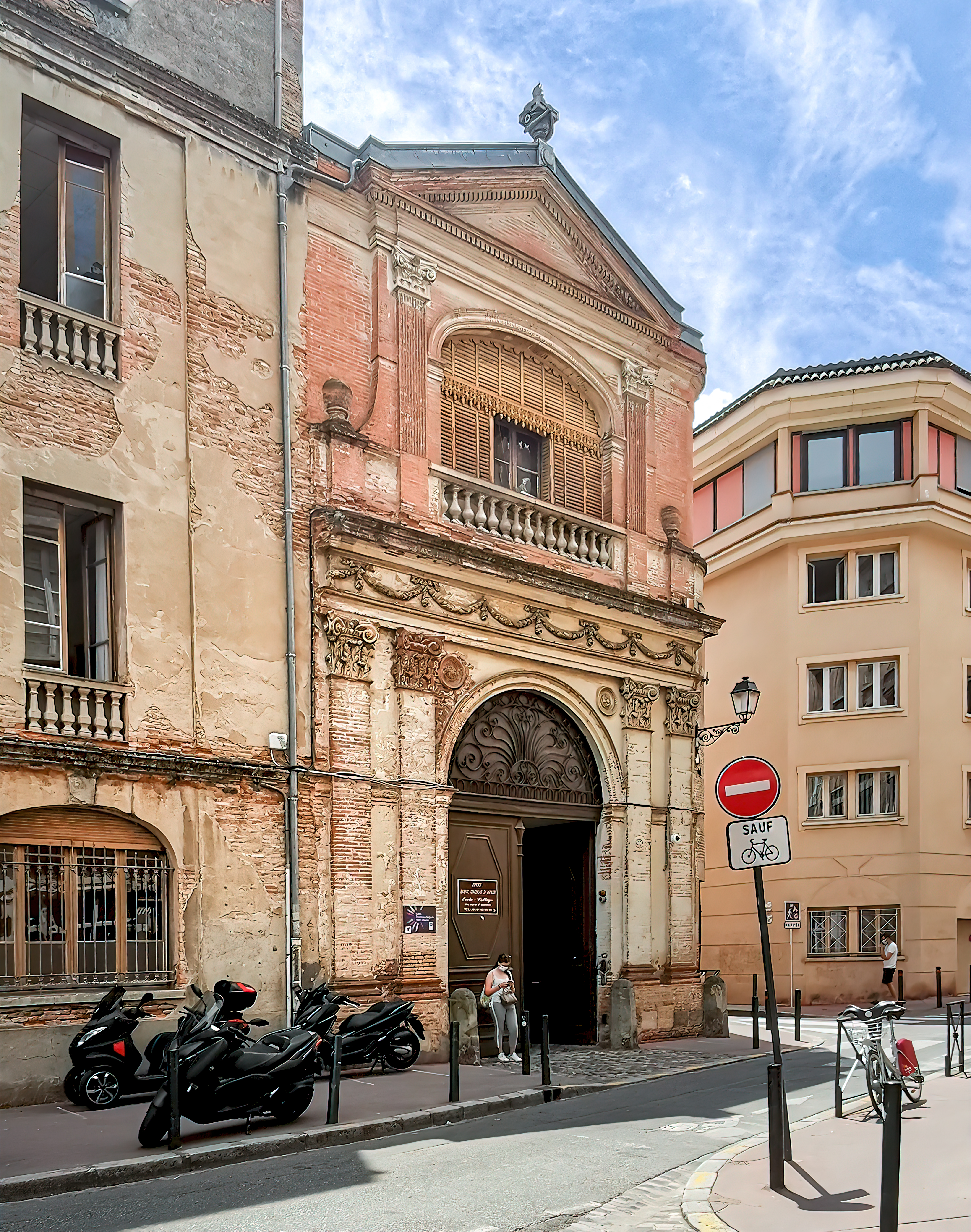
no 40 : cours privé Saint-Thomas-d'Aquin.

- no  40 : immeubles (XVIIe et XXe siècles) ; cours privé Saint-Thomas-d'Aquin[45].

- no  41 : immeuble. 

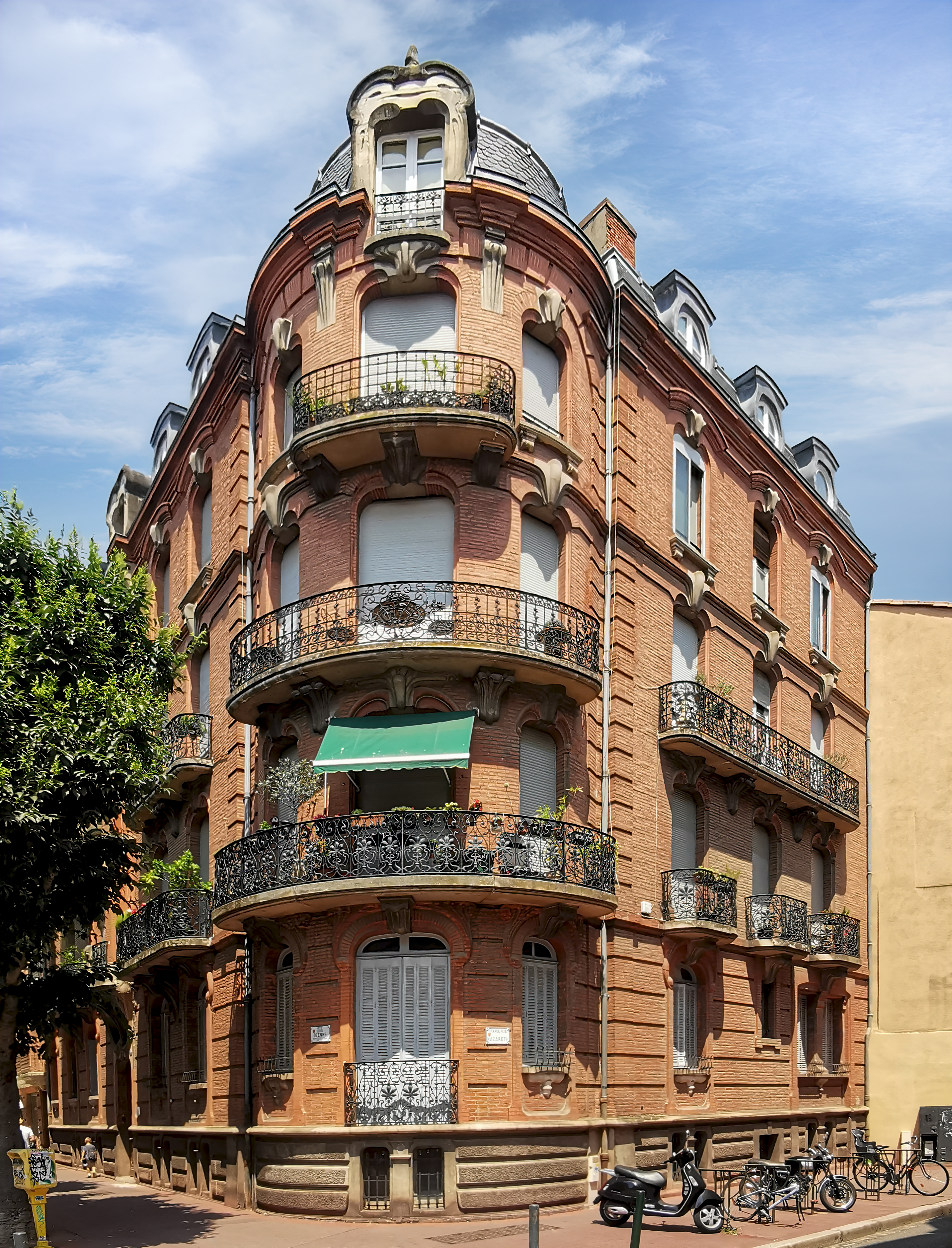
no 41 : immeubles Art-Nouveau.

L'immeuble, construit en 1913 par l'architecte Marius Pujol, est représentatif de l'influence de l'Art nouveau à Toulouse. Il s'élève à l'angle de la rue Théodore-Ozenne et ne présente sur la grande-rue Nazareth que sa façade latérale. Le sous-sol surélevé est signalé un solin de pierre au bossage rustique, percé de petites fenêtres et d'un soupirail à charbon. Le rez-de-chaussée surélevé est également traité en bossage continu. Les trois travées sont percées de fenêtres de tailles et de décors différents : la fenêtre de gauche, en anse de panier, est surmontée de volutes ; la petite fenêtre centrale est fermée par une grille en fer forgé ; la fenêtre de droite est géminée. Elles ont toutes des agrafes en pierre qui servent de consoles aux balcons des fenêtres du 1er étage. À ce niveau, les fenêtres sont ornées de volutes et les balcons ont des garde-corps en fer forgé. Au 2e étage, le dessin des fenêtres est plus simplement souligné par un jeu de légères saillies, et le balcon continu est orné d'une garde-corps aux motifs géométriques et végétaux. Le 3e étage est séparé par un cordon mouluré. Les fenêtres ont une agrafe en pierre et sont surmontées de fines corniches. Le toit, couvert d'ardoise, est percé de lucarnes[23],[46].

- no  43-45 : immeubles en corondage. 
Les deux immeubles, construits au XVIIe siècle, s'élèvent sur trois étages et un comble à surcroît. La façade est construite en pan de bois à croix de Saint-André hourdé de briques et couvert d'enduit[47].

- no  47 : immeuble. 

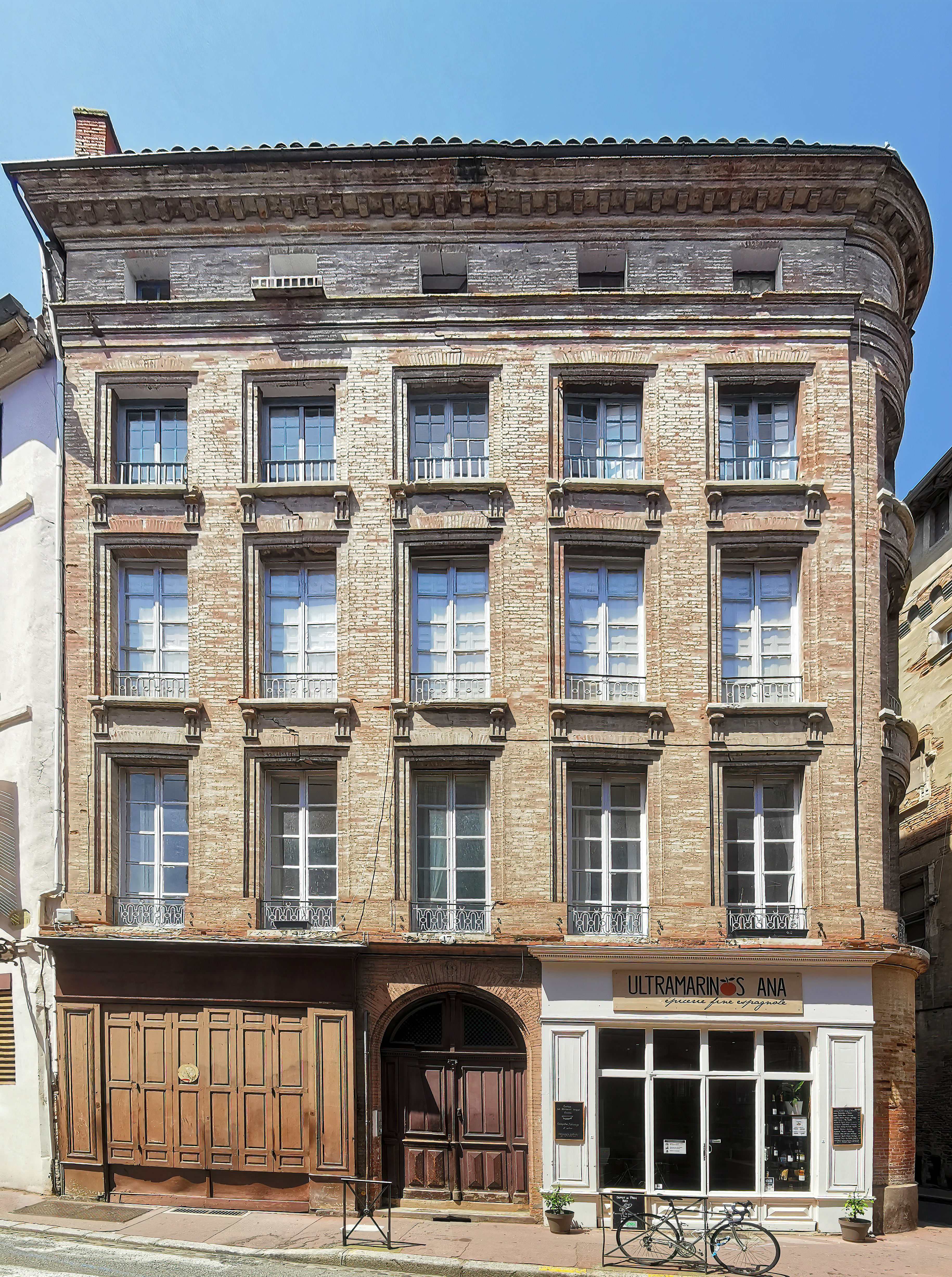
no 47 : immeuble néo-classique.

L'immeuble, de style néo-classique, est construit à la fin du XVIIIe siècle, à l'angle de la rue de la Pleau, traité en arrondi. Les étages sont décroissants et percés de fenêtres rectangulaires, mises en valeur par un garde-corps en fer forgé à motif de cannes, un chambranle mouluré et des triglyphes qui descendent sous l'appui. Une fine corniche sépare le 3e étage du comble à surcroît. L'élévation est couronnée d'une large corniche à denticules[48].

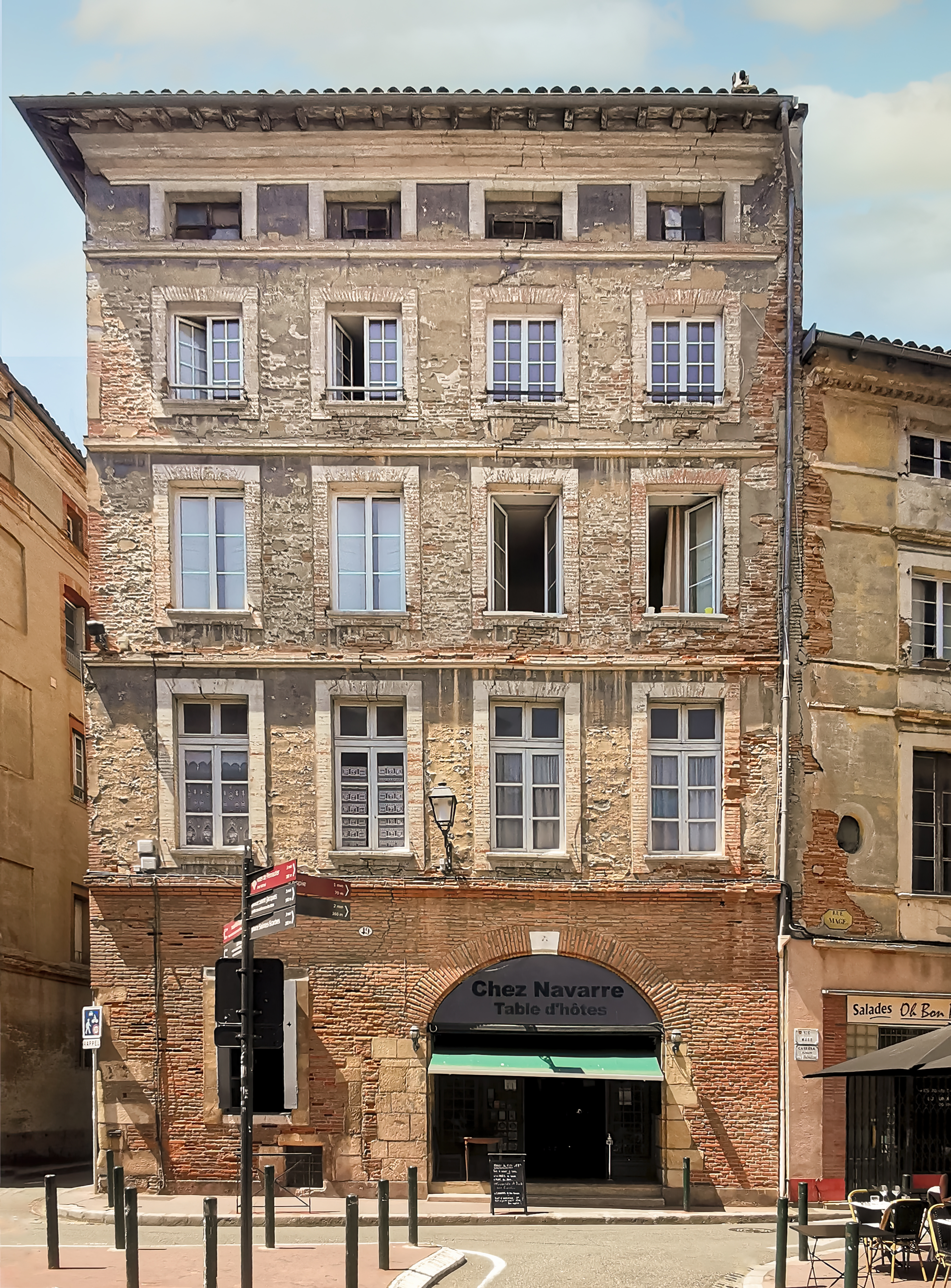
no 49 : Maison de la famille La Pleau.

- no  49 : maison de la famille La Pleau. 
Une maison noble est construite au début du XVIe siècle pour la famille La Pleau, mais la façade sur la grande-rue Nazareth a été reconstruite au XVIIIe siècle. Elle possède quatre travées et s'élève sur trois étages décroissants et un comble à surcroît. Au rez-de-chaussée, la maçonnerie porte les marques des nombreux remaniements depuis le XVIe siècle. Une large corniche moulurée et un avant-toit couronnent la façade[49].